# Vellefrey-et-Vellefrange
Vellefrey-et-Vellefrange è un comune francese di 107 abitanti situato nel dipartimento dell'Alta Saona nella regione della Borgogna-Franca Contea.

## Società

### Evoluzione demografica
Abitanti censiti